# 鄭俊卿
鄭俊卿（1954年—），國立成功大學電機系畢業，退伍擔任一年助教後赴美國求學，獲美國紐約州立大學電機電腦工程博士學位，並任職於美國AT&T貝爾實驗室擔任研究員。
1999年加入東森寬頻電信，曾任東森寬頻電信執行副總經理、亞太行動寬頻執行長、亞太固網寬頻執行長、亞太線上總經理等職，後來轉任聯合光纖通信執行副總經理。2007年應台灣大哥大總經理張孝威之邀，加入台灣大哥大。2014年1月6日台灣大哥大總經理賴弦五離職，由鄭俊卿接任；2019年4月1日離職，林之晨接任。